# Левин, Адам
А́дам Ноа Леви́н (англ. Adam Noah Levine, род. 18 марта 1979, Лос-Анджелес) — американский певец, актёр, вокалист и гитарист поп-рок-группы Maroon 5. Один из тренеров в музыкальном шоу The Voice.

## Биография
Родился в еврейской семье в Лос-Анджелесе, штат Калифорния, 18 марта 1979. Родители — Петси Ноа, консультант по вопросам поступления (в колледж) и Фред Левин, основатель розничной сети M. Frederic. Дядя Адама — Тимоти Левин, американский журналист и писатель. Другой дядя — Питер Ноа, американский продюсер и сценарист. У Адама есть родной брат — Майкл, сводная сестра Джулия. Младшие брат и сестра по отцу — Лиза и Сэм. Родители Адама развелись, когда ему было 7 лет. В будние дни он жил с матерью, по выходным навещал отца. Он прошёл курс терапии, в связи с разводом родителей, но считал это «пустой тратой времени». В детстве Адам играл в баскетбольной команде, которую тренировал его отец. На местном чемпионате YMCA в последнюю секунду он сделал бросок, принесший его команде победу. По словам Адама, это превратило его в оптимиста и самоуверенного сорванца.
Левин учился в частной школе Brentwood School в Лос-Анджелесе, где повстречал своих будущих одногруппников — Джесси Кармайкла, Микки Мэддена и Райана Дасика. Позже Левин и Кармайкл учились в Five Towns College в Нью-Йорке.
Вероисповедание — иудаизм.
Болеет за баскетбольную команду Лос-Анджелес Лейкерс с детства, часто посещает их игры с Сэмом.
У него большая коллекция автомобилей, самый любимый — голубой 1971 Mercedes 280 SE 3.5 Cabriolet с синей откидной крышей.
Вегетарианец.
Амбидекстр — пишет и рисует левой рукой, но предпочитает правую.
Раньше поднимал тяжести, впоследствии в 2006 году сломал грудную клетку, после чего лечился в госпитале. В 2005 году сломал ключицу. После этого он бросил поднимать вес и в 2007 году начал заниматься йогой.
В ноябре 2013 года журналом People был признан самым сексуальным мужчиной планеты.
10 февраля 2017 года получил именную звезду на Голливудской «Аллее славы».

## Личная жизнь
Среди бывших подружек Левина числятся такие знаменитости, как Джессика Симпсон, Анна Вьялицына, Мария Шарапова и Кэмерон Диас. В юности он встречался с Джейн Херман, бывшим редактором журнала Vogue. Адам познакомился с Джейн, когда ещё учился в школе. Они были вместе четыре года, и музыкант очень тяжело переживал разрыв. Он посвятил «бывшей» множество композиций, а дебютный альбом Maroon 5 получил название «Песни о Джейн» (Songs about Jane).
В 2012 году начал встречаться с моделью, «ангелом» Victoria’s Secret Бехати Принслу. Весной 2013 года пара рассталась, однако вскоре вновь воссоединилась, а в июле стало известно о помолвке Принслу и Левина. 19 июля 2014 года Адам и Бехати поженились. У пары трое детей: дочери Дасти Роуз Левин (род. 21.09.2016) и Джио Грейс (род. 15.02.2018) и сын, чье имя неизвестно, родившийся 30 января 2023 года.

## Kara’s Flowers
Около 1995 года Адам вместе со своими школьными друзьями Джесси Кармайклом, Райаном Дасиком и Микки Мэдденом основали группу Kara’s Flowers. По их словам, группа была названа в честь девушки, в которую они все четверо были влюблены. Подписав контракт с Reprise Records в 1997 году они выпустили альбом The Fourth World. Но альбом не был популярен. Ещё группа успела засветиться в качестве специального гостя в 3 эпизоде 8 сезона Беверли Хиллз 90210 (эпизод назывался «Forgive and Forget»).
Reprise Records расторгли контракт с молодой группой. После этого Адам и Джесси уехали учиться в Five Towns College, где проучились 6 семестров. Райан же и Микки остались в Лос-Анджелесе.

## Maroon 5
В 2001 году Адам и Джесси вернулись в Лос-Анджелес, где снова встретились с Райаном и Микки. На этот раз к ним присоединился Джеймс Валентайн. Так они основали группу под названием «Maroon 5». Выступать они стали уже под лейблом A&M / Octone Records. В 2002 году они выпустили свой первый альбом под названием Songs about Jane. Назван он в честь бывшей девушки Адама, которой посвящена большая часть песен альбома.
Спустя несколько месяцев альбом стал занимать лидирующие места в чартах. Из этого альбома парни выпустили такие синглы как «Harder To Breathe», «This Love», «She Will Be Loved» и «Sunday Morning». Также они выпустили Live-Альбомы «1.22.03.Acoustic» и «Live — Friday the 13th».
В 2005 они получили свою первую премию Грэмми в номинации «Лучший новый исполнитель». В 2006 они получили свою вторую Грэмми в номинации «Лучшее вокальное поп-исполнение дуэтом или группой» за «This Love» версии из «Live — Friday The 13th».
В 2007 группа выпустила свой второй студийный альбом под названием «It Won't Be Soon Before Long». Песня «Makes Me Wonder» из этого альбома стала лидером хит-парадов, вошла в историю как клип, поднявшийся в хит-параде Billboard с 64 на 1 место, и принес группе третью премию Грэмми в номинации «Лучшее вокальное поп исполнение дуэтом или группой».

## Другие проекты
Адам Левин записал песни с такими исполнителями, как Канье Уэст, Алишия Кис, Ying Yang Twins Gym Class Heroes, Slash, Rihanna, Christina Aguilera, K'Naan, PJ Morton, 50 Cent, Eminem, The Lonely Island, Kendrick Lamar, Cardi B. Также он поработал с Наташей Бедингфилд над её альбомом «N.B.», в частности, помогая писать стихи для песни «Say It Again» и исполняя в ней бэк-вокал.
В октябре 2008 компания по производству музыкальных инструментов First Act, при участии Адама, выпустила серию гитар под названием First Act 222 Guitar Line. 222 — любимое число Адама, отсюда и взялось название гитар.. Также Адам принял участие в записи песни «Bang Bang» рэпера K’naan из альбома «Troubadour». В 2011 году участвовал в записи сингла «Stereo Hearts» рэп-группы Gym Class Heroes.
В 2012 году снялся в первой серии второго сезона сериала «Американская история ужасов».
В декабре 2012 года снялся в клипе и участвовал в создании песни «My Life» совместно с 50 Cent и Eminem.
В 2013 году снялся в фильме Джона Карни «Хоть раз в жизни».
Участвует в проекте The Voice в качестве наставника, американской версии шоу Голос. В 9-м сезоне шоу победил его подопечный Джордан Смит.
В январе 2013 вышел клип группы The Lonely Island с его участием.
В августе 2021 записал песню под названием «Good Mood», которая стала оригинальным саундтреком к мультфильму «Щенячий патруль в кино».